# Folkets Bio
Folkets Bio, que l'on pourrait traduire par « Cinéma du peuple » en français, est une association culturelle suédoise à but non lucratif qui exploite des salles de cinéma d'art et d'essai et distribue sur le territoire suédois un certain nombre de films étrangers. L'association organise également des festivals et des évènements autour de projections de films.
Folkets Bio a été fondé en 1973 par Stefan Jarl et Ulf Berggren afin de soutenir les productions cinématographiques indépendantes en marge des circuits traditionnels de production et de distribution.
Son siège social est situé à Stockholm, capitale de la Suède.

## Filmographie
- 2007 : 99 francs de Jan Kounen
- 2008 : Les Liens du sang de Jacques Maillot

## Liste des salles de cinéma Folkets Bio

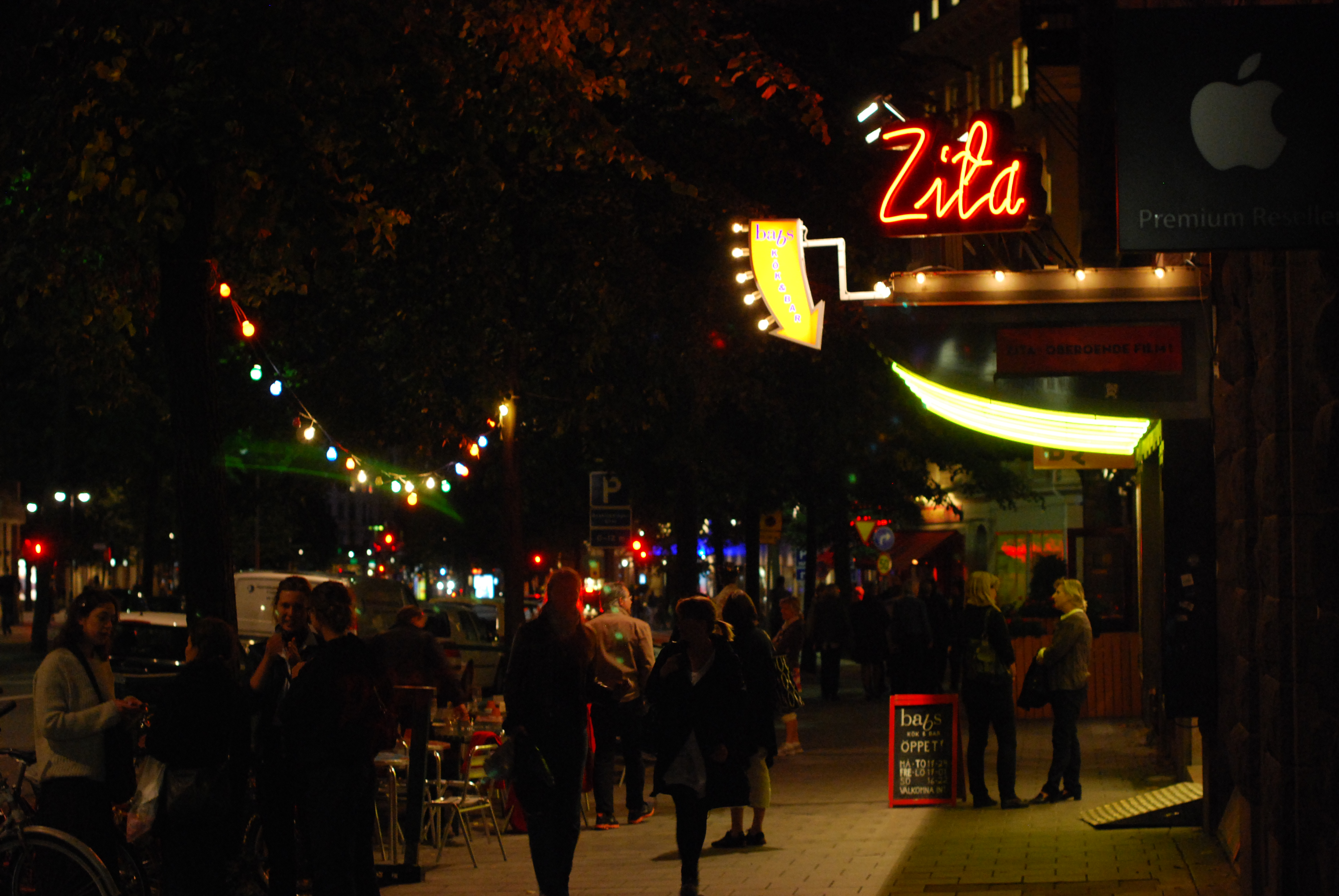
Le Zita à Stockholm, en septembre 2009

- Le Hagabion, le Aftonstjärnan et le Angereds Bio, à Göteborg
- Le Folkets Bio de Jönköping
- Le Bio Kronan, à Luleå
- Le Kino et le Södran, à Lund
- Le Frölundabion, à Frölunda
- Le Regina, à Östersund
- Le Zita, à Stockholm
- Le Folkets Bio d'Umeå
- Le Elektra, à Västerås
- Le Folkets Bio de Växjö
- Le Bio Roxy, à Visby
- Le Folkets Bio de Malmö
- Le Tollereds Biograf, à Tollered

Certaines salles de cinéma ne font pas partie du réseau Folkets Bio mais projettent les films qu'il distribue, dont : 
- Le Harlekinen, à Norrköping
- Le Bio Roxy, à Örebro
- Le Fyrisbiografen, à Uppsala